# Vojašnica Slovenski pomorščaki
Vojašnica Slovenski pomorščaki v Ankaranu je ena manjših in najnovejših vojašnic Slovenske vojske. 
Vojašnica je postala operativna 1. marca 1999, ko se je v zgradbo naselil 430. mornariški divizion SV; poleg diviziona je v zgradbi še enota vojašnice.